# Civilisation islamique
Ne pas confondre la civilisation islamique qui relate l'aspect de la société islamique et son impact à travers l'histoire avec l'islam, traitant de la religion.
 (avril 2017).
 (avril 2017).
La civilisation islamique également appelée monde musulman, ou encore simplement l’Islam avec une majuscule initiale, désigne à la fois la civilisation musulmane et la zone géographique couverte par son expansion au fil de l'histoire, constituée de plusieurs périodes et influences.
Cet article traite des aspects de ces civilisations à différentes périodes, indépendamment de la religion islamique.

## Histoire

### Origines

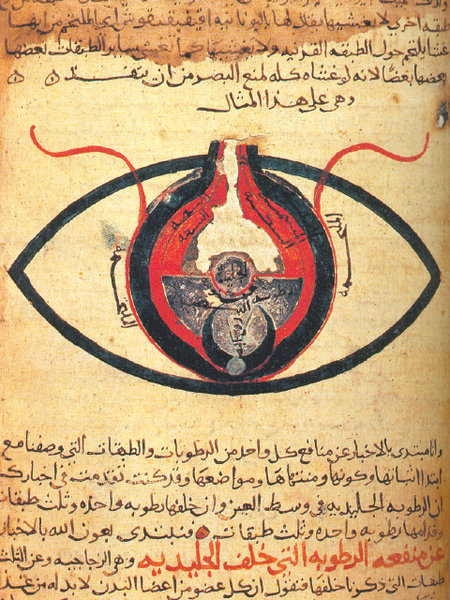
L'âge d'or de dar al-Islam est lié à son rayonnement culturel dans le domaine des sciences et techniques, ainsi qu'en médecine et en chirurgie à la suite des activités militaires.

L'Islam naît en dans le monde arabe aux environs de 622 au moment où Mahomet prétend avoir reçu ses révélations et les diffuse à son entourage, qui le considère alors comme un prophète

### Expansion géographique
En une centaine d’années, il se transmet à une importante partie du bassin méditerranéen par les conquêtes arabes. À la dynastie des Omeyyades (fin en 750), succède celle des Abbassides, qui transfère la capitale du califat de Damas à Bagdad. Progressivement, le monde musulman se morcelle en plusieurs entités politiques (califats, émirats, sultanats) souvent rivales, mais qui restent sous l'autorité, qui peut être seulement nominale, du calife abbasside.
Les troupes participant à la conquête sont d'abord constituées d'un ensemble de tribus arabes dispersées à travers la péninsule arabique. Le lien entre elles, l'unité de la communauté, fut au moins aussi fort que le lien nouveau à l'islam. Lors de ces conquêtes, elles ne cherchèrent pas à convertir les populations conquises.[pas clair] Toutefois, leur mode d'administration (par exemple : mesures restrictives prises à l’égard des dhimmî, réforme fiscale en faveur des mawâli) fera que nombreux seront les nouveaux convertis à cette religion. Les non-Arabes convertis qualifiés de mawâli doivent s'affilier à une tribu arabe par un lien de dépendance morale (al wala).
Durant le califat d'Abu Bakr, le premier calife, l'Islam commence immédiatement ses conquêtes territoriales hors de la péninsule arabique - après avoir assuré l'ordre et l'union des tribus (bataille d'Akraba) - par des razzias en Mésopotamie au cœur de l'empire sassanide et en Syrie-Palestine (exception faite de Jérusalem et Césarée) alors sous autorité de Byzance, en 633 et 634. "Déjà à cette époque, les richesses affluent et un empire se dessine".
Umar (ou Omar) ibn al-Khattâb, Umar Ier, qui lui succède, est resté, dans la tradition musulmane, un homme ardent, saint et sage qui s'entourera de généraux compétents. La tradition également en fera le premier à organiser une administration rudimentaire des contrées conquises et à prendre des mesures concernant la monnaie et les impôts. Les musulmans qui le suivirent sont constitués de bédouins, de marchands, d'artisans, d'hommes d'affaires, de mystiques ou encore de guerriers.
En 635, la ville de Damas est prise et les Perses sont défaits près de l'Euphrate durant la bataille d'al-Qadisiyya. En 636, l'armée du grec Héraclius, composée d'Arméniens (qui se révolteront) et de tribus arabes (qui refuseront de combattre), est battue à Yarmouk le 20 août, assurant ainsi la prise définitive de Damas. En 637, les armées arabo-musulmanes sont en Mésopotamie et nomment cette contrée Irak. Ils prennent Ctésiphon (capitale de l'Empire sassanide) et en Syrie Baalbek, Homs et Hama. En 638, Jérusalem est prise.
En 638, sur une décision du calife, Koufa (Irak) a été construite et devient la capitale de l'empire.
Continuant la vague de conquêtes, entre 639 et 642 le nord du Sinaï est pris également. Les plaines du Khouzistan (Iran actuel) sont annexées. C'est ensuite au tour de l'Égypte (Péluse, Bilbays, Héliopolis, Babylone d'Égypte, Alexandrie) ainsi que de Césarée en Palestine (sud de Haïfa, après sept mois de siège), le sud nubien et la Libye. En Irak, l'avancée des armées continue vers l'Arménie et le Caucase. Mossoul et la capitale de l'Arménie, Dvin, sont conquises en 642.
Le gouverneur arabe d'Égypte, Amr ibn al-As, organise des cantonnements pour chaque contingent de tribu. Des mosquées et des résidences sont construites. Autour des établissements militaires, la population, marchands et artisans se rassemblent et découvrent la langue et la religion des conquérants. Ce gouverneur se tourne maintenant vers le Maghreb et, en 643, prend le port de Tripoli, à 1 800 km de sa résidence. Cette avancée est arrêtée provisoirement, car le calife Umar Ier est assassiné le 3 novembre 644 par un serviteur non-musulman, à l'instigation des Perses semble-t-il.
Le nouveau calife, et " commandeur des croyants ", Uthman ibn Affan règne de 644 à 656 (il est assassiné à Médine dans sa maison par des notables musulmans insurgés). Ce fut un grand conquérant. Durant son califat de 12 ans, la marine musulmane se crée dans des chantiers de construction navale à Alexandrie. Pendant quatre ans, les expéditions vont s'aventurer en Afghanistan et au Pakistan de nos jours, après avoir traversé le Golfe Persique. En 647, l'Asie Mineure est parcourue tandis qu'à l'autre bout de l'empire, les Arabes parviennent jusqu'en Tunisie. En 648, les flottes arabes sont prêtes et se lancent à la conquête de Chypre et de Rhodes, puis aborderont les côtes de la Sicile. Les conquêtes commencées sous le califat précédent en Orient sont étendues, renforcées et stabilisées. En Méditerranée, les îles grecques sont razziées, pillées et/ou prises (La "bataille des Mâts" est la première victoire navale des Arabes). "L'Occident lointain entre dans l'horizon des Arabes".
Le califat (656-661) du successeur d'Uthman est troublé et contesté au sein de la Oumma. Ali ibn Abi Talib (Ali), gendre (époux de Fatima) et cousin du prophète, est plus un mystique qu'un politique. Il passe cinq ans dans la cité-cantonnement de Koufa. La première fitna (discorde), les revendications et ambitions de la veuve du prophète, Aïcha et ses alliés, les mécontentements des religieux et des garnisons d'Uthman divisent profondément la civilisation en devenir, pour toujours, en différents courants : sunnites, kharijites et chiites (ou alides), c'est le début du schisme de l’Islam. Certaines villes et contrées conquises se détachent de l'empire qui se divise en trois. À la fin de son règne, Ali utilisant le pouvoir de souverain tente sans succès d'imposer une nouvelle monnaie, un dirham d'argent de type sassanide avec des inscriptions en caractères arabes appelé kufique. Le 21 janvier 661, Ali est blessé par un kharijite et meurt trois jours plus tard.
Le califat de Muawiya Ier, de 661 à 680, (Muawiya ibn Abu Sufyan, du clan des Banu Umayya) marque l'avènement de la dynastie omeyyade. Damas devient la capitale de l'empire. Le nouveau calife (gouverneur de Syrie de 640 à 661) est un homme politique et sera le créateur véritable d'un empire arabe conquérant bien que soumis à des luttes incessantes de pouvoir et de division. Le calife nomme des gouverneurs compétents et forts dans les grandes provinces (Irak, Iran, Égypte), qui sont capables de stabiliser ces contrées et d'en faire des bases pour de nouvelles avancées vers l'est et l'ouest. Il reprend les conquêtes et ses armées gagnent le Khorassan, l'Indus, l'Asie centrale affaiblissant la suzeraineté chinoise. Pour la première fois, les Arabes rencontrent les peuples turcs. Les oasis du Sud libyen sont conquises. Kairouan est fondée en 670. En 668, Constant II, empereur byzantin, est assassiné en Sicile. À l'automne, les armées musulmanes profitent de la situation pour attaquer Chalcédoine sur la rive asiatique de Constantinople. Elles continuent le blocus de la capitale byzantine jusqu'au printemps suivant, mais ne peuvent conquérir la ville et doivent abandonner. Malgré les efforts déployés pour se rendre maîtres de Constantinople et faire le siège de la ville à partir de 674, les armées sont repoussées et décimées en 678 par les Byzantins qui utilisent le " feu grégeois ".
En Asie Mineure également, les armées arabes subissent des déboires et doivent se replier.
Muawiya renonce à la lutte et signe une paix de trente ans avec Constantin IV, Empereur romain (byzantin). À sa mort en 680, son fils Yazid lui succédera.
Yazid Ier est confronté à une deuxième fitna, des révoltes et désordres dès le début de son règne. Il s'ensuivra une fracture définitive entre le sunnisme et le chiisme. Malgré cela, en 683, l'un de ses chefs militaires, Oqba Ibn Nafi al-Fihri, conquiert le Maghreb. Une armée syrienne attaque les révoltés de Médine et de la Mecque. Cette année-là Yazid Ier meurt et est remplacé par son jeune fils Muawiya II qui décèdera d'une épidémie en 684.

### La suite de l'expansion arabe

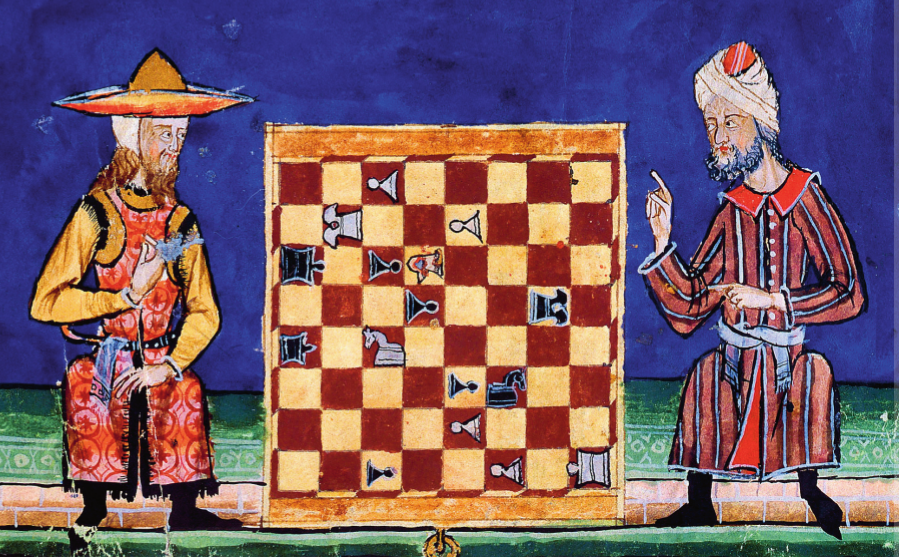
Un juif et un musulman jouant aux échecs en Andalousie du XIIIe siècle.

L'expansion continue sous la dynastie des Omeyyades : L'occupation définitive de ce que l'on appela plus tard le Maghreb (le Couchant, l'Occident) fut terminée en 708, (prise de Carthage (695, puis 698), défaite des troupes berbères (702) et implantation au Maroc de 705 à 708). En mai 711, le général berbère Ṭāriq ibn Ziyād arrivait en Espagne. Cinq ans plus tard, la quasi-totalité de l'Espagne était occupée et les Arabes se dirigeaient jusqu'en Septimanie. En Espagne et dans les contrées les plus éloignées, les arabes étaient propriétaires des terres.
En Inde, ils prennent le contrôle des oasis d'Asie centrale.
Les premiers coups d'arrêt de ces conquêtes arrivent dès le VIIIe siècle, considéré comme apogée de l'empire arabo-musulman : batailles de Constantinople (718), de Poitiers (732) et de Talas (751). L'unité de ce vaste ensemble territorial se disloque également avec les querelles dynastiques, politiques et religieuses (661 : naissance du chiisme).
Ensuite, la domination arabe disparaît petit à petit, sauf en Égypte (excepté l'époque des Mamelouks). Et la reconquête du monde chrétien se met en route (718 en Espagne, début de la Reconquista).
L'Islam se propage dans un contexte d'affaiblissement des empires environnants tels que l'empire byzantin ou l'empire perse, épuisés par la guerre perso-byzantine de 602 à 628. L'islam se répand en Afrique du Nord (peuplée de longue date par les Berbères et influencée par les Byzantins), puis dans la péninsule Ibérique dirigée alors par des peuples germaniques (Wisigoths entre autres). L'avancée musulmane parvient aussi en Asie occidentale : elle conquiert la Perse (sassanide) et finit par provoquer la chute de l'Empire Byzantin, après des siècles de conquêtes, jusqu'en 1453 sous les murs de Constantinople. Certaines de ces régions, diverses par leur peuplement, pratiquent l’esclavage et la traite des esclaves depuis l'Antiquité et conserveront ces traditions.

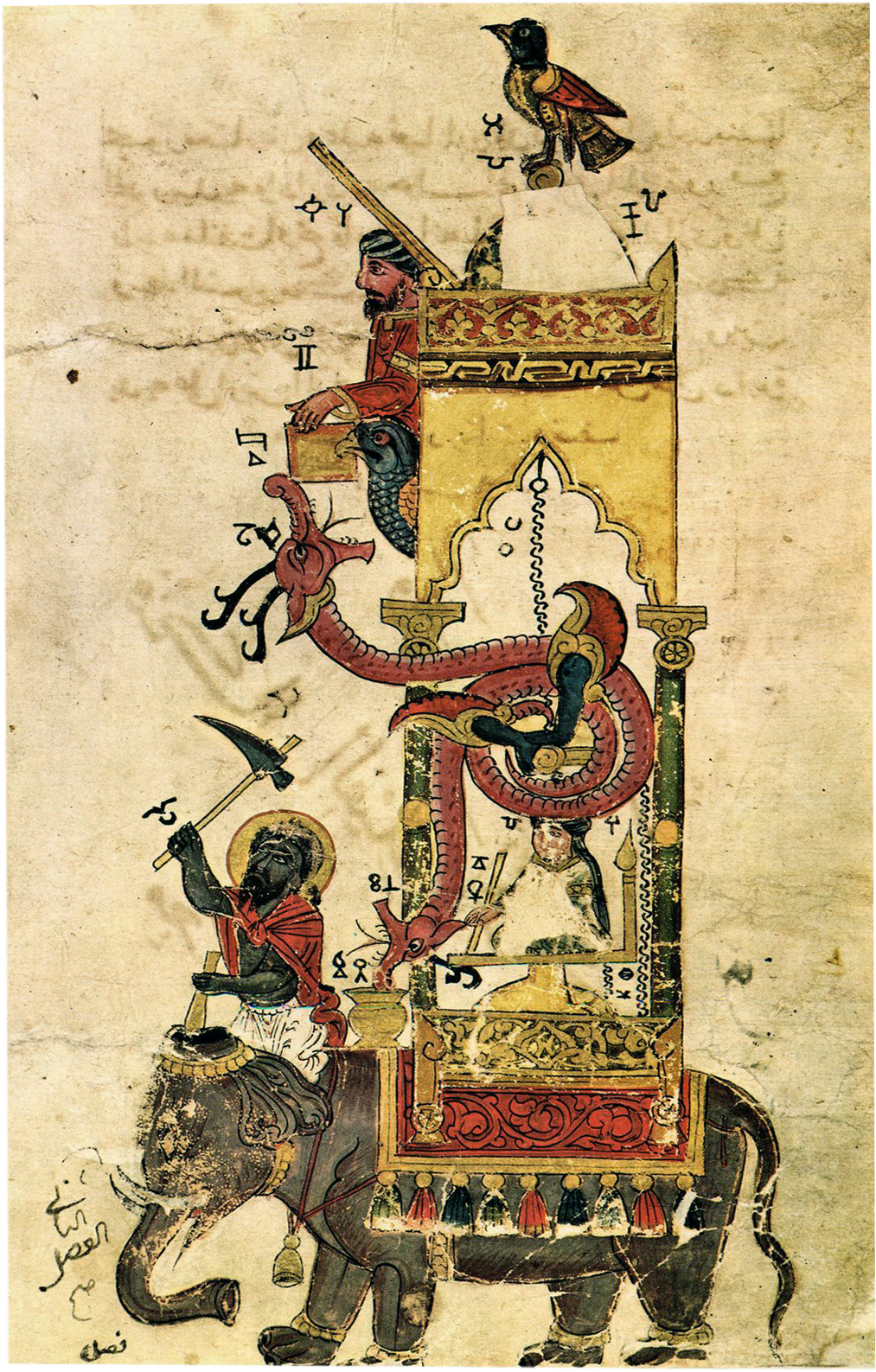
L'Horloge d'Al-Jazari.

La culture arabo-musulmane, fondements religieux et urbains ; l'usage de l’arabe et du dinar-or dans les transactions commerciales, ainsi que la référence à un code de valeurs communes, facilitent les échanges, comme le font les pèlerinages à La Mecque.

### Premières conséquences sociétales de la civilisation islamique
Les terres conquises deviendront un bien commun de l'Oumma, cultivées par leurs anciens propriétaires autochtones. Les propriétés abandonnées seront louées à des arabes. Des impôts fonciers seront institués comme le kharaj. Un impôt pratiqué surtout par les Perses est maintenu : la jizya (capitation). Peu à peu des règles s'installent dans les pays occupés : la protection des non-musulmans est réglementée. Les communautés continuent à s'administrer et à pratiquer leur langue et leur religion, mais elles sont soumises à des impôts. En Iran, les grands propriétaires se rallient aux maîtres arabes et certains se convertissent.
Les richesses accumulées par les conquérants venant des temples, monastères, résidences princières et des trésors des tombes pharaoniques permettent de mettre en place les premiers établissements étatiques de frappe de la monnaie (sikka). Les pièces existantes (nomisma byzantin et drachme sassanide) sont reproduites avec quelques modifications et deviennent le dinar d'or et le dirham d'argent (unité imposée de quatorze quirats soit carats) du monde musulman.
On constate à la fois une grande liberté dans l'utilisation des apports non musulmans sous toutes ses formes (sans affaiblir l'enseignement coranique) et l'organisation concrète de la vie sociale et politique. Pendant un demi-siècle, l'empire arabe sera administré par des fonctionnaires ayant gardé leur langue, écriture (grec, pahlavi ou " moyen perse ") et leur religion.
Les apports non musulmans seront encore plus évidents après les grandes invasions turco-mongoles. L'autocratie ‘abbāside, héritière de maintes traditions de la Perse ou de Byzance, fit place à une oligarchie militaire qui, pourtant, elle aussi, se réclama de l'islam.
Des auteurs musulmans eux-mêmes reconnaissent que le califat prophétique se termina à l'arrivée des Umayyades à Damas, " au profit d'une figure purement temporelle de royauté (mulk) ".

### Vagues d'expansion musulmane, œuvre des non-arabes
Elle se situe entre le XIe et le XIVe siècle. Ce sont les Turcs et Moghols (Turcs originaires de l'Asie centrale) en Orient, les Berbères (les Almoravides et ensuite les Almohades) en Occident qui portent l'islam en Asie Mineure, en Afrique noire, en Indes (qui deviendra à partir de 1526 l'empire moghol), en Anatolie dans des contrées non encore atteintes et forment l'empire musulman : l'empire ottoman (1299-1923). Ses conquêtes seront menées au nom de la propagation de la religion contre les infidèles.
Le monde islamique n'est devenu à majorité musulmane que dans le cours du XIIIe siècle.
Au XIe siècle, l’irruption des Turcs seldjoukides venus d’Asie centrale bouleverse la géographie[réf. nécessaire] du Proche-Orient et de l’Afrique du Nord et provoque les croisades. L’Empire ottoman durera de 1299 à 1922 avec plusieurs dates marquantes comme la prise de Constantinople en 1453, le siège de Vienne en 1529 et la bataille de Lépante en 1571. Les Ottomans aspiraient au titre de calife dès 1517 et de nouveau en 1774 ; dès lors, le sultan ottoman fut le porteur officiel du califat jusqu'à l'abdication du dernier d'entre eux, Abdülmecid II, en 1924.Économie
Elle est fondée sur une double base commerciale et technique. Les marchands s'organisent ainsi :
- déplacements groupés, permettant de résister aux attaques ;
- transactions sans argent liquide grâce au principe des avoirs certifiés (ancêtre des chèques) ;
- commerce maritime parfois accompagné de combats ;
- à l'époque du calife ‘Abd al-Malik apparaissent les premières monnaies d'or (dīnārs) et d'argent (dirhams) frappées par les musulmans et la langue arabe devient la langue administrative dans toutes les provinces de l'empire sans disparition des langues locales[13] ;
- mise en place d'un système d'entrepôts : les caravansérails.

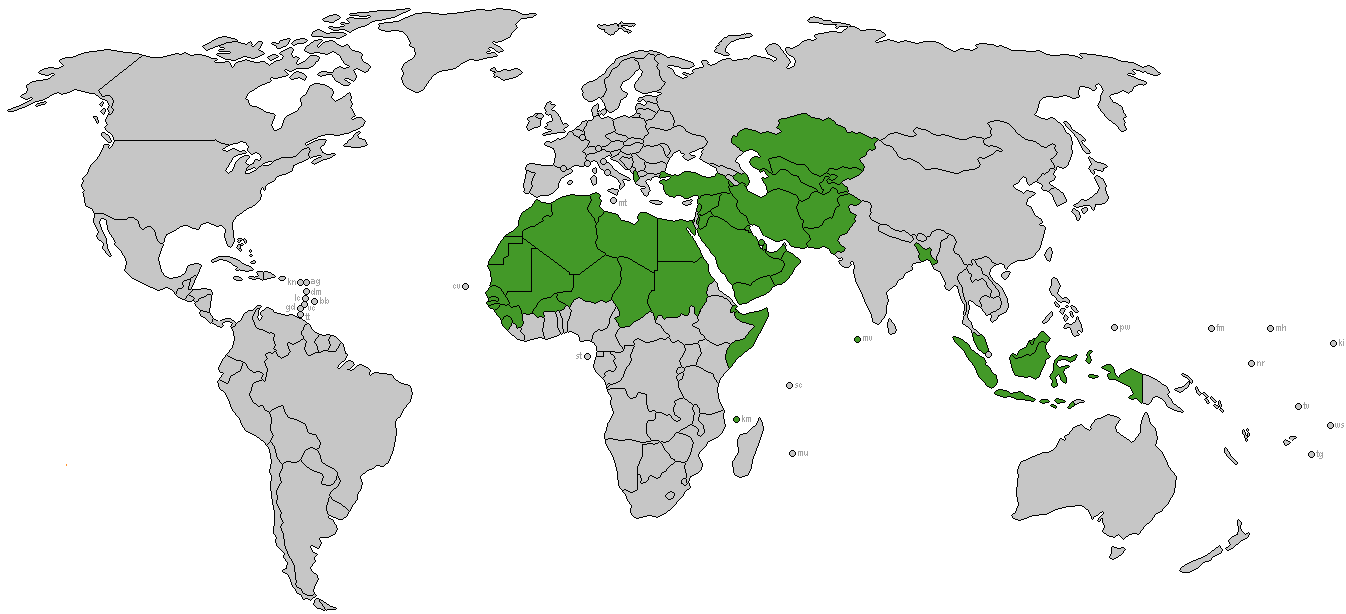
Civilisation islamique au début du XXIe siècle. Carte des pays dont la communauté musulmane représente plus de 50 % de la population.

## Démographie

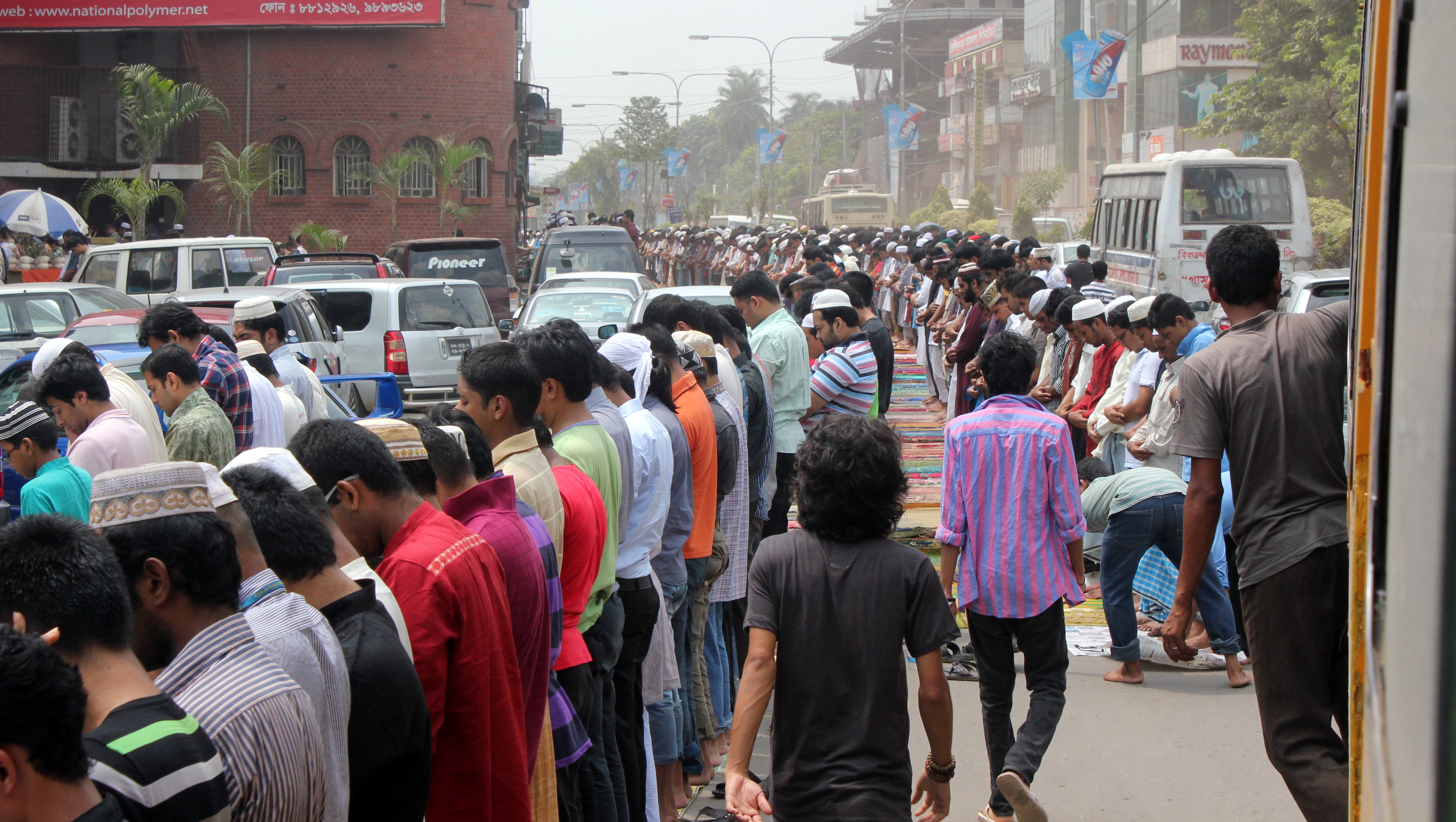
Prière publique à Dacca, Bangladesh.

En 2010, il existe 49 pays dans le monde où les musulmans représentent plus de 50 % de la population. Les pays qui comptent le plus de musulmans sont : l'Indonésie, qui abrite 12,7 % des musulmans du monde, suivi du Pakistan (11 %), de l'Inde (10,2 %), et du Bangladesh (9,2 %).
Mais seulement environ 20 % des musulmans vivent dans des pays arabes.

## Culture
En matière d'influence culturelle, on peut distinguer :

### Arabisationculturelle
Cette expansion géographique majeure, depuis l'Espagne (al-Andalus) et l'Ifriqiya à l'Ouest, jusqu'à l'Inde à l'est, provoque l'installation ou l'acculturation de populations par la culture islamique.
La rapide expansion militaire, s'explique par une cavalerie légère nombreuse et ordonnée, l'esprit d'unité arabe, des généraux et gouverneurs compétents ainsi qu'un déclin des empires dominants à cette époque. Le faible rejet des conquérants arabes peut être lié à une présence jugée peu contraignante, et à une opposition grandissante des populations soumises aux empires byzantin et sassanide.
La volonté de faire connaître l'islam dans le cadre du Djihad, l'« effort dans la foi », propage sa version particulière d'un dieu unique, distincte de celle des Byzantins. Une autre conséquence sera une domination rapide du commerce international de l'époque ; monopole qui sera perdu avec la mise en service de grands navires contournant l'Afrique et la découverte du Nouveau Monde.

### Islamisationreligieuse
Pour un article plus général, voir Histoire de l'islam.
L'islamisation étend la zone culturelle de l'Empire. Elle implique des parties de l'Afrique Noire, les côtes de la corne de l'Afrique, l'Indonésie et les Philippines où les populations entrent en contact avec cette religion et des négociants venus faire le commerce de denrées rares.

### Art

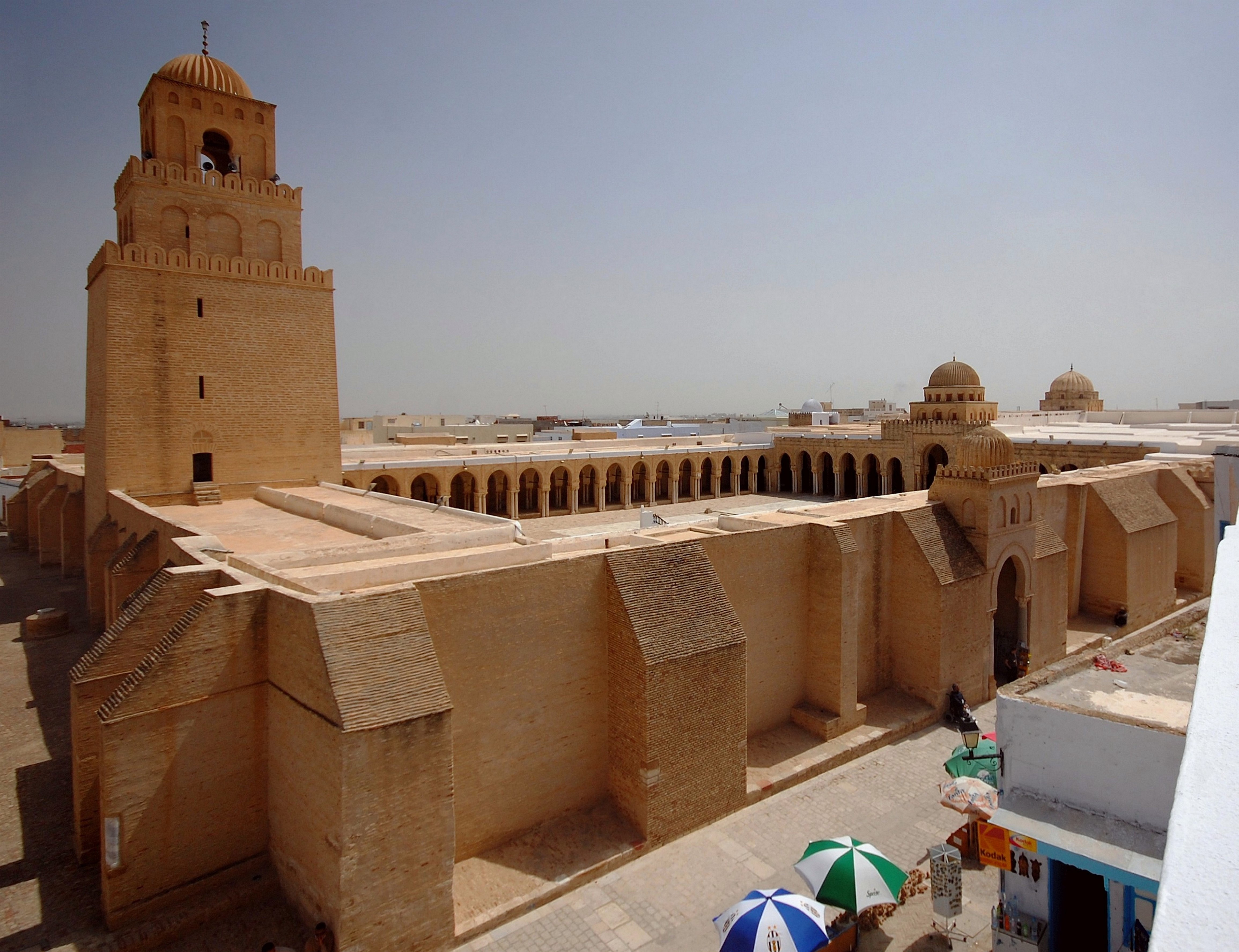
La grande mosquée de Kairouan, élevée à partir de 670, un des joyaux de l'art et de l'architecture islamiques, Tunisie.

### Architecture
L'architecture islamique se divise généralement en trois catégories. À ces débuts les Arabes allient des techniques de constructions persanes (qu'ils modifient) avec certains éléments d'architecture byzantine, le tout en ajoutant leur savoir-faire et leurs éléments propres.
Les Perses musulmans, eux héritent leur architecture religieuse des Abbassides de Bagdad ayant régné pendant longtemps sur la Perse.
L'architecture islamique turque, différente des deux précédentes, est héritée de l'architecture ottomane, elle-même influencée par l'architecture byzantine. C'est pour cela que l'on parle souvent de plan arabe, de plan iranien et de plan ottoman lorsque l'on définit l'architecture d'une mosquée.

### Sciences et philosophie
Durant l'âge d'or islamique à partir du VIIe siècle jusqu'au XIIe siècle et après jusqu'au XVe siècle, un effort considérable de traduction d’œuvres grecques, indiennes et de façon générale tout écrit présentant de loin ou de près un intérêt pour le savoir et son développement, fut entrepris, entraînant une vive émulation intellectuelle. Une véritable tradition scientifique existe dans le monde arabo-musulman qui fait la promotion du goût pour le savoir de façon générale. C'est le développement de la pensée conceptuelle notamment par le développement des mathématiques tant sur le plan de la recherche que de l'application concrète dans la vie quotidienne (exemple : calculs trigonométriques appliqués à l'astronomie qui se finalisent par le tracé de cartes géographiques et la modernisation d'outils d'orientation comme l'astrolabe et l'invention de la boussole). Ce sont des scientifiques arabo-musulmans qui ont participé à structurer les mathématiques dans le domaine de l'arithmétique de l'algèbre de la géométrie. Les autres disciplines développées sont la médecine, la botanique, la zoologie, l'agriculture, la physique, la chimie, l'optique, la géographie et l'astronomie.
Parmi les nombreux savants arabes ou perses, on peut citer : Ibn Al Haytham (965-1039), de son nom latinisé Alhazen, savant musulman considéré comme le père moderne de l'optique, de la physique expérimentale et de la méthode scientifique,,,. Il peut être vu comme le premier physicien théorique.
Une traduction latine d'une partie des travaux de Alhazen, Kitab al-Manazir (livre d'optique), a exercé une grande influence sur la science occidentale. Roger Bacon (1214-1294), savant anglais, a repris et cité ses travaux.
Parmi les savants arabes ou perses, on peut citer :
- Fârâbî de son nom complet Abû Nasr Muhammad ibn Muhammad ibn Tarkhân ibn Uzalagh al-Fârâbî également connu en Occident sous les noms de Alpharabius, Al-Farabi, Farabi, Abunaser ou Alfarabiest un philosophe iranien médiéval1. Né en 872 à Wâsij près de Farab en Transoxiane, ou à Faryab au Grand Khorassan2,3, il meurt à Damas, en Syrie en 950.

Il approfondit toutes les sciences et tous les arts de son temps, et est appelé le Second instituteur de l'intelligence. Il étudie à Bagdad (actuel Irak). On lui doit un commentaire de La République de Platon, ainsi qu'un Sommaire des Lois de Platon. Il fut aussi un théoricien de la musique et un excellent joueur de luth.
- Ibn Hawqal de son nom complet Mohammed Abul-Kassem ibn Hawqal (arabe محمد أبو القاسم بن حوقل), né à Nisibis[réf. nécessaire] est un voyageur, chroniqueur et géographe arabe du Xe siècle. Il est l'auteur d'un ouvrage de géographie fameux, « Le Visage de la Terre » (977, Surat al-Ardh, صورة الارض;). Ses voyages se sont déroulés entre 943 et 969. Date de décès : 988 ap. J.-C.
- Ibn Sina (forme latinisée), était un philosophe, un écrivain, un médecin et un scientifique iranien. Plus connu en Occident sous son nom latinisé d’Avicenne[22], il s'intéressa à de nombreuses sciences, notamment l'astronomie, l'alchimie, la chimie et la psychologie. Il naquit le 7 août 980 à Afshéna, près de Boukhara, faisant partie de la province de Khorasan, en Iran, actuellement en Ouzbékistan, et mourut à Hamadan, en Iran, en juin 1037[réf. nécessaire].
- Abu Ḥamid Moḥammed ibn Moḥammed al-Ghazālī (1058-1111), autrefois connu en Occident sous le nom de Algazel (persan : ابوحامد محمد غزالی abū ḥāmid Imām muḥammad-e ġazālīy) est un penseur musulman d'origine persane[23].
- Abu'l-Walid Muhammad ibn Rouchd de Cordoue (né en 1126 – année supposée de sa naissance – à Cordoue, en Andalousie, actuelle Espagne - mort le 10 décembre 1198 à Marrakech, au Maroc), dit Ibn Ruchd, plus connu en Occident sous son nom latinisé d'Averroès, et de son nom complet Abū l-Walīd Muhammad ibn Ahmad ibn Muhammad ibn Ahmad ibn Ahmad ibn Rušd أبو الوليد محمد بن احمد بن محمد بن احمد بن احمد بن رشد, est un philosophe, théologien islamique, juriste, mathématicien et médecin musulman andalou du XIIe siècle.
- Al-Nowaïri ou Ennouairi, en arabe Chehab ed-Din Ahmed ben Abd al-Wahlab al-Nowayri, (vers 1280-1331) fut un historien et jurisconsulte arabe du XIVe siècle.
- Ibn Battûta de son nom complet Abu Abdullah Muhammad Ibn Abdullah Al Lawati Al Tanji Ibn Battuta (en arabe : أبو عبد الله محمد ابن عبد الله اللواتي الطنجي بن بطوطة), né le 24 février 1304 à Tanger et mort en 1377 à Marrakech, est un explorateur et voyageur musulman marocain, de souche berbère luwatie[réf. nécessaire], qui a parcouru 120 000 km en 29 ans de voyages à travers le monde, de Tombouctou au sud en Bulgarie (en actuelle Russie, sur la Volga) au nord ; de Tanger à l’ouest à Quanzhou en Extrême-Orient. Ses récits sont compilés par Ibn Juzayy en un livre appelé Tuḥfat al-nuẓẓār fī ʿağāʾib l-amṣār wa-ġarāʾib l-asfār.
- Al Idrissi, Al-Idrīsī, Edrisi ou encore Charif Al Idrissi, de son nom complet Abu Abdallah Muhammad Ibn Muhammad Ibn Abdallah Ibn Idriss al-Qurtubi al-Hassani (arabe : أبو عبد الله محمد ابن محمد ابن عبد الله ابن ادريس القرطبي الحسني), connu aussi sous le nom latin de Dreses et dit l'Arabe de Nubie1, est un géographe et botaniste, né à Sebta, l'actuel Ceuta, vers 1100. Il a grandi à Cordoue sous l'empire Almoravide2, et serait mort vers 1165 en Sicile ou à Ceuta

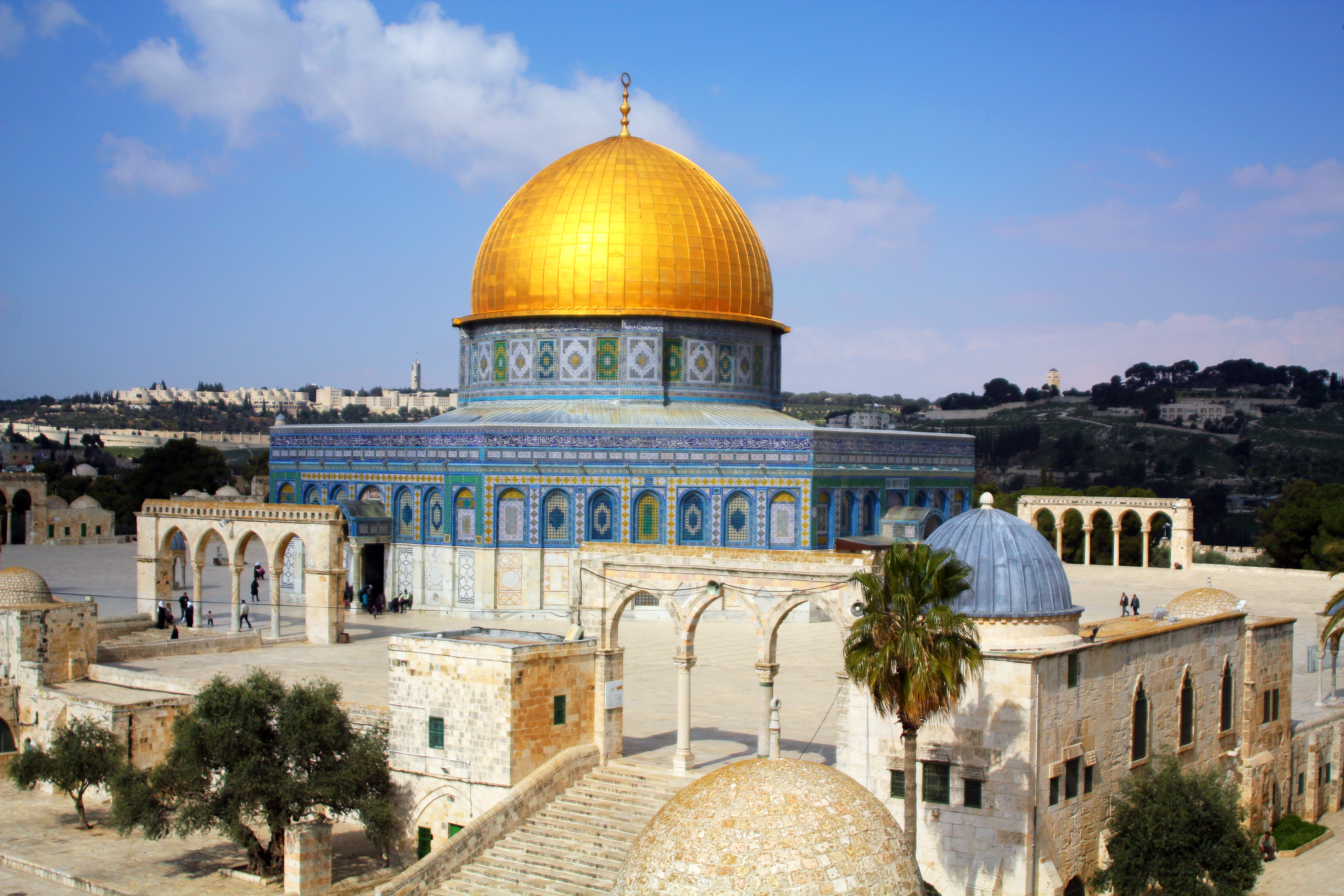
Mosquée du Dôme du Rocher, Jérusalem.

- Mosquée du Dôme du Rocher, Jérusalem.Ibn Khaldoun, en arabe ابن خلدون (ibn khldoun), de son nom complet Abou Zeid Abd ur-Rahman Bn Mohamad Ben Khaldoun el-Hadrami, né le 27 mai 1332 à Tunis et mort le 17 mars 1406 au Caire[24], est un historien, philosophe, diplomate et homme politique arabe originaire d'Afrique du Nord.

Sa façon d'analyser les changements sociaux et politiques qu'il a observés dans le Maghreb et l'Espagne de son époque a conduit à considérer Ibn Khaldoun comme un « précurseur de la sociologie moderne ». Ce dernier est aussi un historien de premier plan auquel on doit la Muqaddima (traduite en Prolégomènes et qui est en fait son Introduction à l'histoire universelle) et Le Livre des exemples ou Livre des considérations sur l'histoire des Arabes, des Persans et des Berbères. Dans ces deux ouvrages résolument modernes dans leur méthode, Ibn Khaldoun insiste dès le début sur l'importance des sources, de leur authenticité et de leur vérification à l'aune des critères purement rationnels. Georges Marçais affirme que « l'œuvre d'Ibn Khaldoun est un des ouvrages les plus substantiels et les plus intéressants qu'ait produit l'esprit humain »[réf. nécessaire].
Néanmoins, des intellectuels déplorent que bien que son nom soit aussi célèbre au Sud qu'au Nord de la Méditerranée, son œuvre soit surtout lue dans cette seconde région[réf. nécessaire].
- Hassan Al-Wazzan (de son nom complet al-Hasan ibn Muhammad al-Zayyātī al-Fāsī al-Wazzān) (1488-1554 ?), dit Léon l’Africain, est un diplomate et explorateur d’Afrique du Nord du XVe-XVIe siècle.

Hassan al-Wazzan est né vers 1488, à Grenade en Andalousie musulmane. Après la prise de la ville en 1492 par les Rois catholiques, Isabelle de Castille et Ferdinand II d’Aragon, sa famille se réfugie au Maroc dans la ville de Fès. Hassan y suit des études de théologie dans plusieurs madrasas de Fès et à la Quaraouiyine. Son oncle maternel initie sa vie de diplomate, en le conviant à l’accompagner lors d’une mission auprès du souverain de l’Empire Songhai, l’Askia Mohammed Touré. À l’âge de 20 ans, il s’engage définitivement sur les routes et la voie de la diplomatie, pour une vie entière de grand voyageur et de négociateur : ses missions politiques et commerciales le mènent à travers tout le Maroc : du Rif au Souss, des Doukkala au Tadla, du Tafilalet aux zones présahariennes… ainsi que dans tous les pays du Maghreb, de l'Arabie, de l’Afrique saharienne, à Constantinople et en Égypte.
En 1518, de retour du pèlerinage musulman à La Mecque, le navire sur lequel il se trouve est attaqué, et il est fait prisonnier par des « marins siciliens ». Il est en fait capturé par un chevalier de l’Ordre de Saint-Jean, Pedro di Bobadilla. Sans doute parce qu'il a quelques errements à se faire pardonner, celui-ci en fait présent au pape Léon X, qui l’adopte comme fils, le fait catéchiser puis baptiser sous ses propres noms, Jean Léon. Il devient alors Jean-Léon de Médicis, dit « Léon l’Africain ». Pendant son séjour en Italie, il s’initie à l’italien et au latin, et enseigne l’arabe à Bologne. Sur demande du pape, il écrit sa fameuse Cosmographia de Affrica, publiée à Venise sous le titre Description de l'Afrique. Cet ouvrage de référence, qui évite soigneusement de donner des informations à caractère militaire, est la seule source de renseignement sur la vie, les mœurs, les us et coutumes dans l'Afrique du XVIe siècle. C’est en particulier grâce à ce livre que Tombouctou devient une ville mythique dans l’imaginaire européen ; il est ainsi l’inspirateur de René Caillié parti à sa découverte. C'est aussi la Bible de tous les diplomates et explorateurs intéressés par l’Afrique.
Bien que le décès de Hassan Al Wazzan soit situé en 1554, il n'existe aucune information fiable sur la date et le lieu de la mort de Léon l'Africain.
Une des références contemporaines sur l’activité intellectuelle, de recherche, de découverte et d’innovation du monde arabo-musulman en matière scientifique, juridique, artistique, technique, sociale, éducative, est entre autres le Professeur Ahmed Djebbar.
Voir les sciences arabes

### Droit
Les conceptions contemporaines développées dans l'article sur la Charia sont hors périmètre ici, puisque le sujet est dévolu à la période dite classique.

### Société
La civilisation arabo-musulmane repose sur un réseau de villes et d’oasis aux fonctions de négoce développées dont le cœur est le marché (souk, bazar). Ces cités sont reliées entre elles par un système de routes qui traversent des régions semi-arides ou désertiques. Ces pistes sont parcourues par des convois qui constituent le trafic caravanier.

### Religion

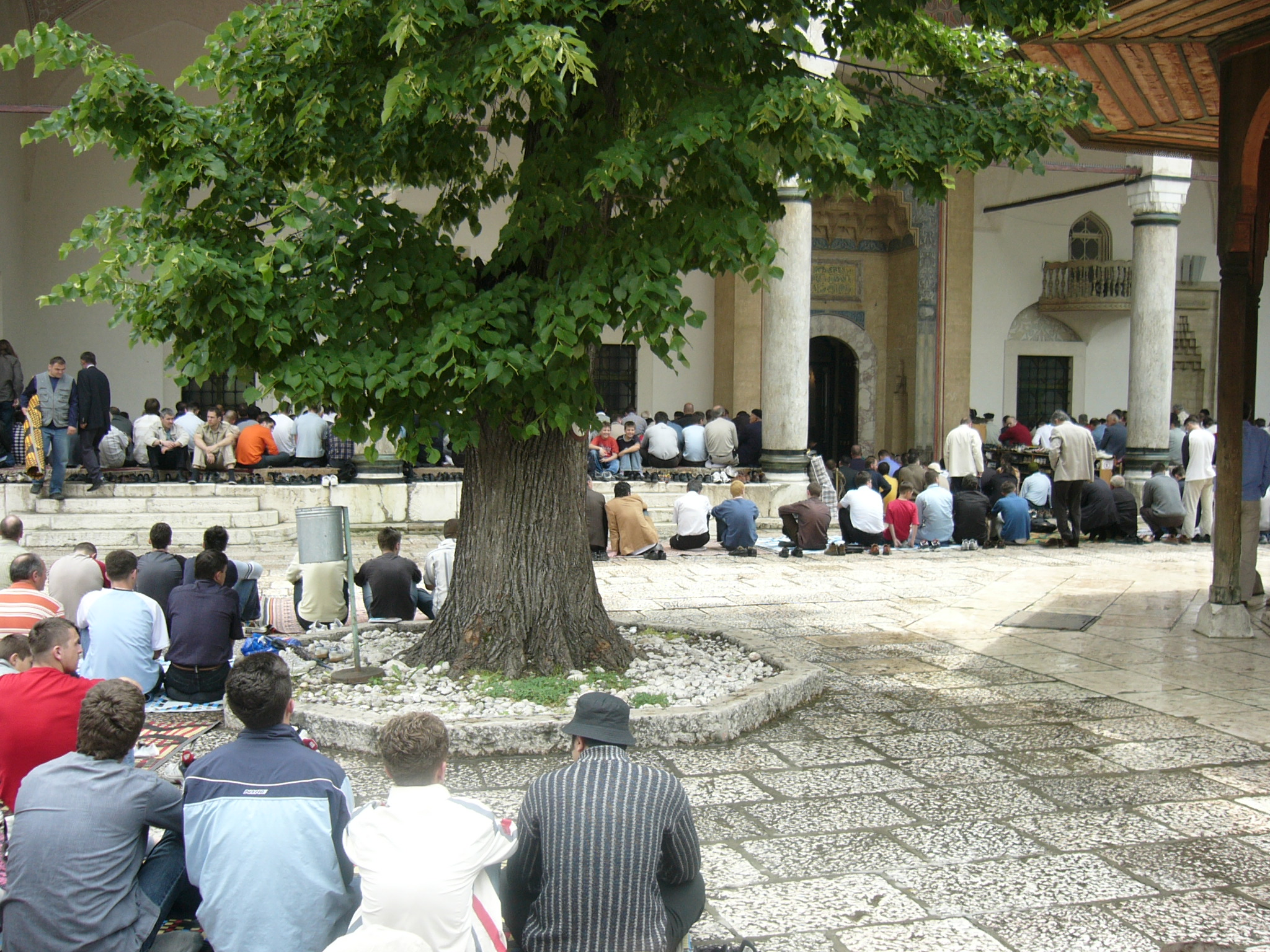
Mosquée de Gazi Husrev-bey, Bosnie-Herzégovine

S'il est évident que le mouvement d'expansion territoriale des princes musulmans possédait une dimension religieuse, ils n'en firent pas pour autant l'élément central de leur administration des terres conquises. En effet, l'ensemble des peuples placés sous leurs autorités n'étaient pas tous de confession musulmane, surtout pas au début de l'ère des conquêtes. Il y aura des conversions, forcées, incitées ou voulues, mais également des conservations des pratiques religieuses et cultuelles antérieures. Ces derniers auront une place spécifique dans la société musulmane, souvent couplée avec un régime fiscal lui aussi différent.